# Pauline Quirke
Pauline Quirke, nata Pauline Perpetua Sheen (Hackney, 8 luglio 1959), è un'attrice britannica.

## Filmografia parziale

### Cinema
- Junket 89, regia di Peter Plummer (1970)
- La baia di Malachi (Malachi's Cove), regia di Henry Herbert (1973)
- The Elephant Man, regia di David Lynch (1980)
- Prigioniero del passato (The Return of the Soldier), regia di Alan Bridges (1982)
- Little Dorrit, regia di Christine Edzard (1987)
- Voci lontane... sempre presenti (Distant Voices, Still Lives), regia di Terence Davies (1988)
- Senza nessun timore (Getting It Right), regia di Randal Kleiser (1989)
- Arthur's Dyke, regia di Gerry Poulson (2001)

### Televisione
- Television Club - serie TV, 6 episodi (1977)
- Lovely Couple - serie TV, 11 episodi (1979)
- Le nuove avventure di Oliver Twist (The Further Adventures of Oliver Twist) - serie TV, 9 episodi (1980)
- Play for Today - serie TV, 5 episodi (1974-1982)
- The Story of the Treasure Seekers - miniserie TV, 6 episodi (1982)
- Angels - serie TV, 66 episodi (1976-1983)
- Shine on Harvey Moon - serie TV, 13 episodi (1984-1985)
- The Sculptress - miniserie TV, 4 episodi (1986)
- The Canterville Ghost - film TV (1997)
- Deadly Summer - film TV (1997)
- Maisie Raine - serie TV, 12 episodi (1998-1999)
- Real Women - serie TV, 7 episodi (1998-1999)
- Last Christmas - film TV (1999)
- Down to Earth - serie TV, 18 episodi (2000-2003)
- Missing - serie TV, 15 episodi (2009-2010)
- Valle di luna (Emmerdale) - serie TV, 222 episodi (2010-2012)
- Broadchurch - serie TV, 10 episodi (2013-2015)
- You, Me and the Apocalypse - miniserie TV, 6 episodi (2015)
- Birds of a Feather - serie TV, 128 episodi (1989-2017)